# Encore (Purple Disco Machine)
Encore è un singolo di Purple Disco Machine con Baxter, pubblicato il 21 settembre 2018 ed estratto dall'album di debutto Soulmatic.

## Tracce
1. Encore (feat. Baxter) – 4:06